# Panasonic
Panasonic Holdings Corporation (anciennement Matsushita) est un grand groupe japonais spécialisé dans l'électronique grand public (téléviseurs, caméscopes, appareils photo, baladeurs, téléphones portables, etc.), et pour les professionnels (caméras professionnelles, caméras broadcast, ordinateurs portables, fax, copieurs, etc.). Il est basé à Kadoma, dans la préfecture d'Osaka, au Japon.

## Histoire

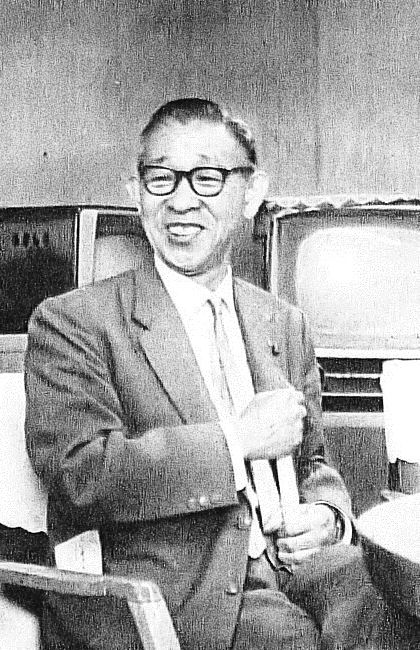
Kōnosuke Matsushita.

Kōnosuke Matsushita, inspecteur électrique dans la Compagnie de lumière électrique d'Ōsaka, présente à son patron un nouveau modèle de douille qu'il a mis au point durant son temps libre. Son supérieur n'est pas convaincu par l'invention, laissant Matsushita passablement déçu. Ne sentant plus de véritable défi à relever dans son travail, il commence à s'en lasser et finit par quitter la Compagnie le 15 juin 1917. Il fonde sa propre entreprise de luminaire, Matsushita denki kigu seisakusho (松下電気器具製作所, littéralement « usine d'appareils électriques Matsushita »), ancêtre de Panasonic, le 7 mars 1918. La société devient Matsushita denki sangyō (松下電器産業, Matsushita Electric Industrial) en 1935.
Matsushita commercialise ses produits sous la marque « National » (ナショナル, Nashonaru) à partir de 1927, PanaSonic (marque qui apparaît d'abord pour les lampes et enceintes audio exportées, issue de la combinaison des mots pan, « tout » et sonic, « son ») en 1955 ou Technics (pour le haut de gamme vendu à l'intérieur du pays) en 1965.

### Histoire récente

#### Années 2000
Entre décembre 2005 et novembre 2006, la société, qui fabrique alors des batteries pour Nokia, fabrique en réalité des batteries défectueuses. Le coût de la non-conformité sera estimé à 100 millions de dollars.
Le 10 janvier 2008, le groupe Matsushita annonce un changement de son nom pour « Panasonic Corporation » (Panasonic était une filiale de Matsushita), effectif au 1er octobre 2008.
Le 7 novembre 2008, Panasonic annonce sa fusion avec son compatriote Sanyo par le lancement d'une OPA,. La société Panasonic annonce avoir racheté 50,2 % des actions de Sanyo.

#### Années 2010
À la suite d'une perte attendue de 4,2 milliards de dollars, la société annonce le 4 février 2009 qu'elle supprimerait 15 000 emplois entre février 2009 et mars 2010. Après l'absorption de Sanyo et la réorganisation interne avec Panasonic Electric Works, le groupe annonce la suppression de 35 000 postes entre 2010 et 2013.
Fin juin 2012, Sony et Panasonic annoncent qu'ils développent désormais ensemble leurs techniques de façonnage des écrans OLED (diode électroluminescente organique).
Le 31 octobre 2012, le groupe japonais annonce pour la seconde année consécutive des pertes massives. Les secteurs les plus malmenés sont la production d'écrans à cristaux liquides (LCD), de semi-conducteurs, ainsi que les panneaux solaires, les batteries à lithium-ion et les téléphones mobiles.
En septembre 2013, Panasonic annonce sa sortie de la téléphonie mobile et notamment des smartphones au Japon, annonce faite à la suite d'une annonce similaire de NEC. Le même mois, Panasonic annonce la vente de 80 % de sa division médicale à KKR pour 165 milliards de yens soit 1,67 milliard de dollars.
En octobre 2013, Panasonic est classé, par Booz & Company, 19e parmi les 20 entreprises les plus innovantes au monde. L'entreprise a dépensé 6,1 milliards de dollars en recherche et développement, soit 7 % de son chiffre d'affaires.
Le 30 octobre 2013, Panasonic annonce qu'il va cesser de produire des écrans à plasma à cause d'une demande trop faible. Panasonic avait investi des milliards dans des usines au Japon (à Amagasaki) et en Chine depuis 2001, mais a subi un retournement du marché après la crise financière de 2008-2009, les écrans à cristaux liquides (LCD) prenant ensuite nettement le dessus. Dans le cadre d'une vaste restructuration, il avait déjà nettement réduit sa production de dalles plasma au Japon depuis 2011 et stoppé celle en Chine, à Shanghai, début 2013.
En juin 2015, Bayer vend ses activités liées au diabète pour 1,02 milliard d'euros à Panasonic Healthcare, filiale de Panasonic, également présente dans ce secteur.
En décembre 2015, Panasonic annonce son souhait d'acquérir Hussmann, une entreprise américaine spécialisée dans la réfrigération, pour 1,5 milliard de dollars, entreprise qui est alors possédée à 61 % par le fond Clayton, Dubilier & Rice et à 36,7 % par Ingersoll Rand.
Peu à peu, Panasonic réduit ses activités sur le marché de l'électronique grand public, pour s'intéresser davantage aux composants automobiles. En décembre 2016, l'entreprise investit ainsi près de 30 milliards de yens (245 millions d'euros), dans une usine spécialisée dans la fabrication de modules photovoltaïques du constructeur Tesla Motors.
En mars 2017, deux ans après avoir acquis 49 % de l'entreprise Ficosa, spécialisée en électronique automobile, Panasonic prend le contrôle de cette dernière en portant sa participation à 69 %.
En août 2018, à la suite de l'annonce du Brexit, Panasonic déclare vouloir déplacer son siège européen de Grande-Bretagne vers les Pays-Bas (Amsterdam).[réf. nécessaire]
Le jeudi 9 mai 2019, les entreprises Panasonic et Toyota annoncent avoir conclu un contrat pour établir une co-entreprise nommée Prime Life Technologies Corporation. Cette union résulterait de l'envie de contribuer à bâtir des villes connectées.
Le 28 novembre 2019, Panasonic annonce qu'il va céder pour 250 millions de dollars au groupe taïwanais Nuvoton Technologies ses filiales Panasonic Semiconductor Solutions, Panasonic Industrial Devices Systems ainsi que les parts qu'il détient dans TowerJazz Panasonic Semiconductor, une coentreprise montée avec un partenaire israélien. Le 1 Septembre 2020, Panasonic avait finalisé le transfert de l'ensemble de ses activités de semiconducteurs. 

#### Années 2020
En mars 2021, Panasonic annonce l'acquisition de Blue Yonder (en), une entreprise de logiciel de logistique, pour 6,5 milliards de dollars.
Le groupe Panasonic est un partenaire du CIO pendant près de 37 ans, ayant débuté son engagement aux Jeux Olympiques de Los Angeles en 1984 et signé un contrat officiel de partenariat en 1987. En septembre 2024, Panasonic annonce qu’il ne prolongera pas son contrat avec le CIO, invoquant une révision de sa stratégie de parrainage en fonction de ses priorités de gestion,.
L'entreprise annonce en mai 2025 vouloir licencier 10 000 salariés dans le monde, dont 5 000 au Japon. En mars 2025, l'entreprise comptabilise 228 400 employés dans le monde.

## Activités
| Secteur                                           | Pourcentage |
| ------------------------------------------------- | ----------- |
| Audiovisuel                                       | 38 %        |
| Composants électroniques                          | 13 %        |
| Électroménager                                    | 12 %        |
| Équipements domestiques (éclairage, câbles, etc.) | 17 %        |
| Robots                                            | 14 %        |

Deux particularités économiques de Panasonic : l'entreprise produit elle-même ses composants et fabrique ses produits au Japon, grâce en particulier aux machines qu'elle assemble.
Panasonic possède une filiale professionnelle, tournée vers la musique et à destination des musiciens et des studios : Ramsa.
Elle possède aussi la marque JVC (Japan Victor Company), marque d'origine américaine. Par ailleurs, Panasonic produit des appareils photo vendus sous la marque Lumix munis d'objectifs Leica.
En 2005, en tant que fabricant de puces électroniques, Panasonic pointe à la quatorzième place parmi les 20 plus grands fabricants de semiconducteurs.
Panasonic est en 2007 le numéro quatre mondial de l'électronique, derrière Siemens, Samsung et Hitachi, mais devant Sony, LG ou Philips.
Le groupe est le leader des sèche-cheveux et des rasoirs électriques au Japon, et veut faire connaître son savoir-faire technique dans le secteur de la beauté en Europe en 2017.

## Produits

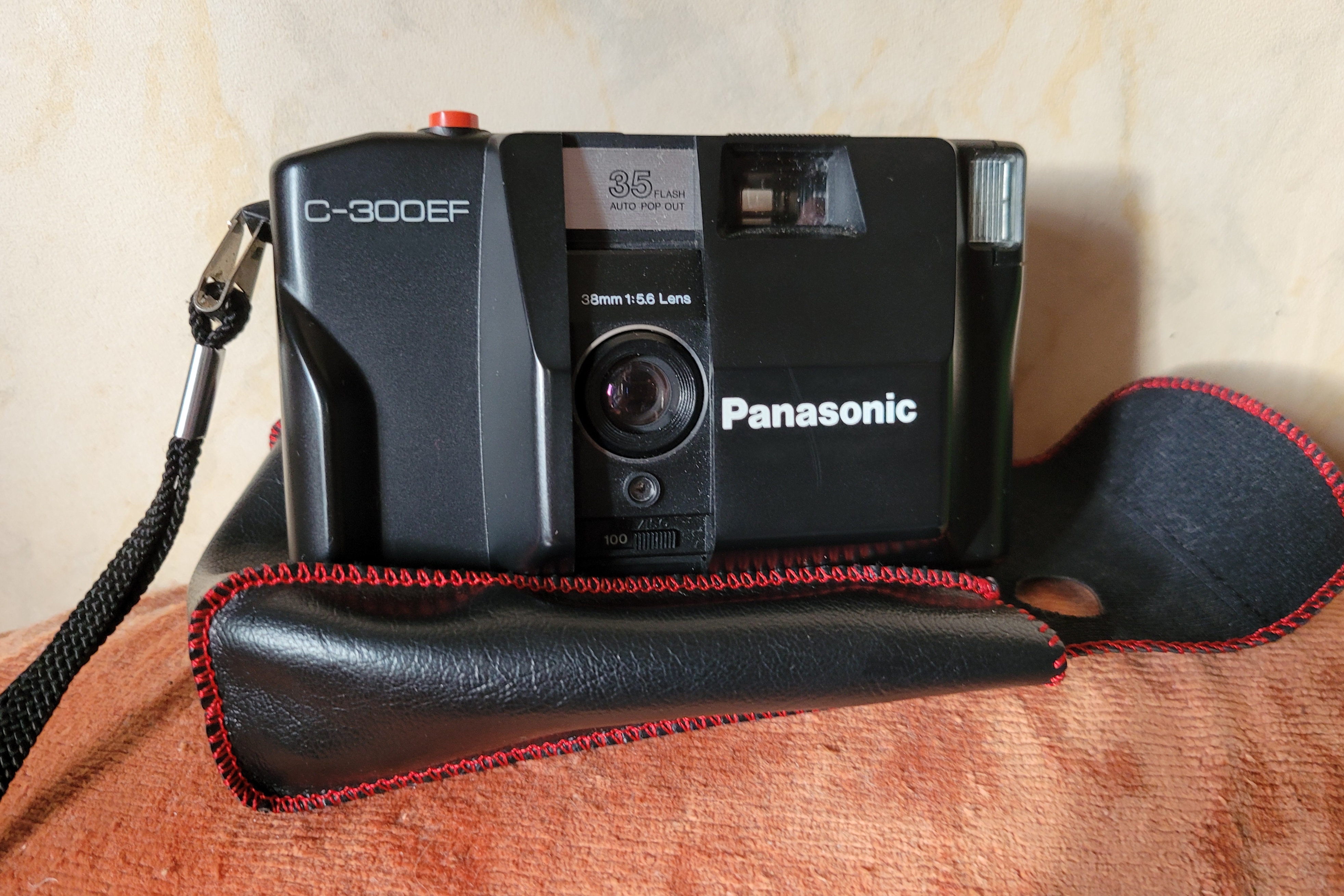
Appareil photo 24x36 argentique compact Panasonic C-300EF.
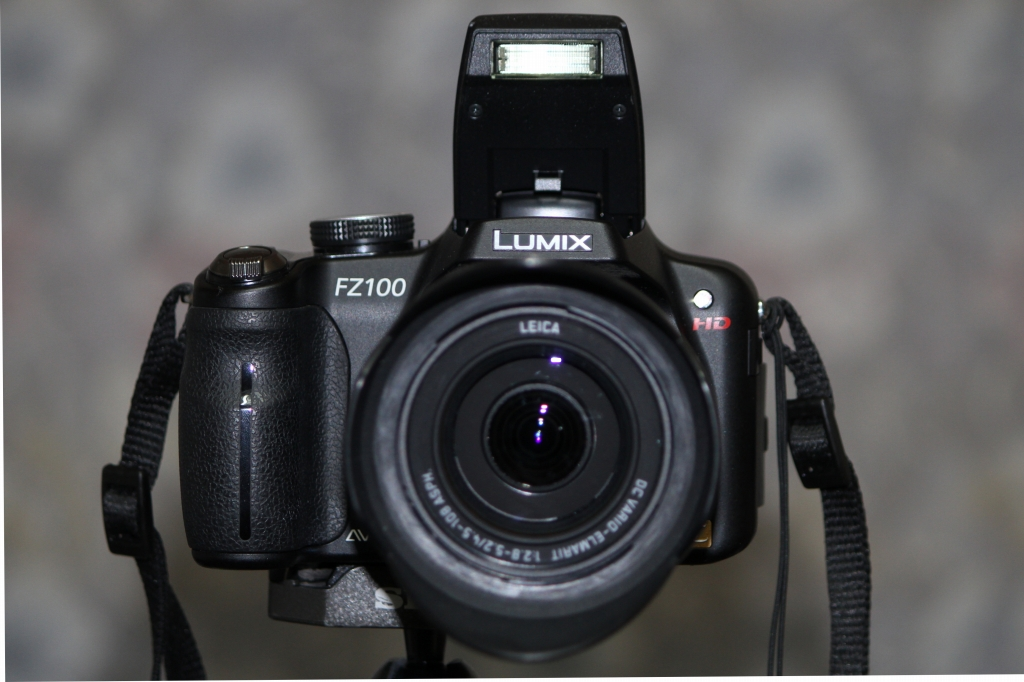
Un appareil Panasonic Lumix.
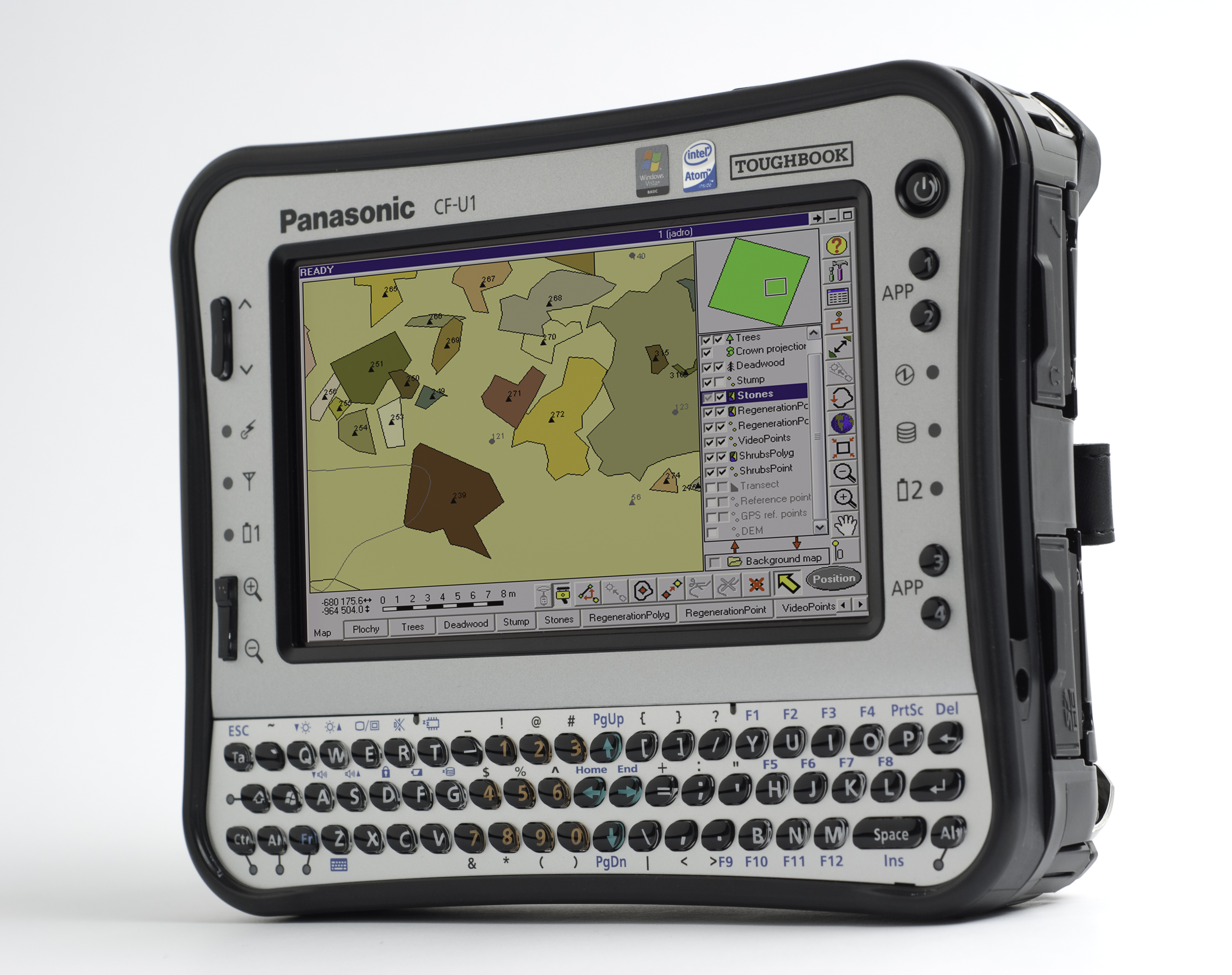
Un ordinateur Panasonic Toughbook.
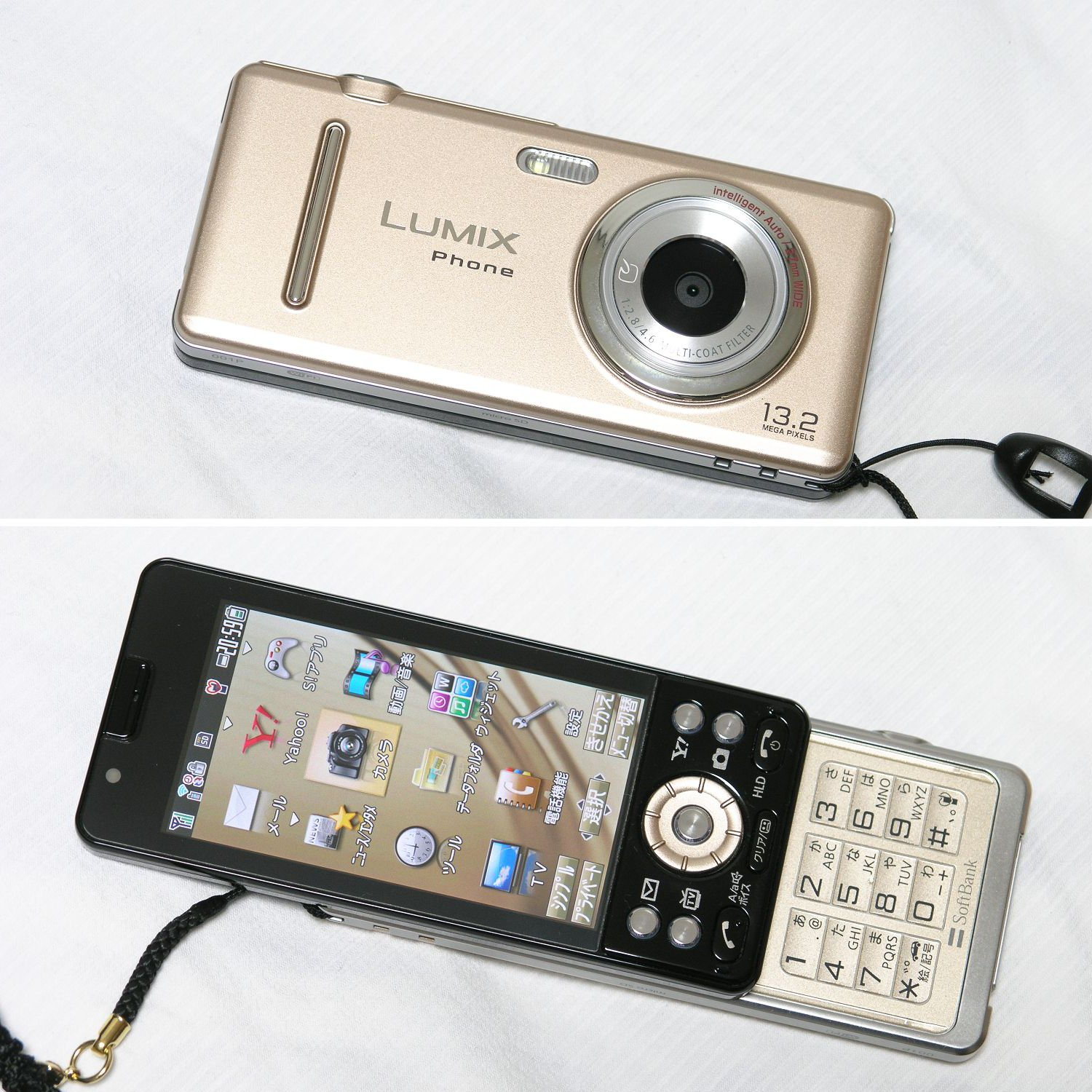
Un téléphone portable Panasonic.
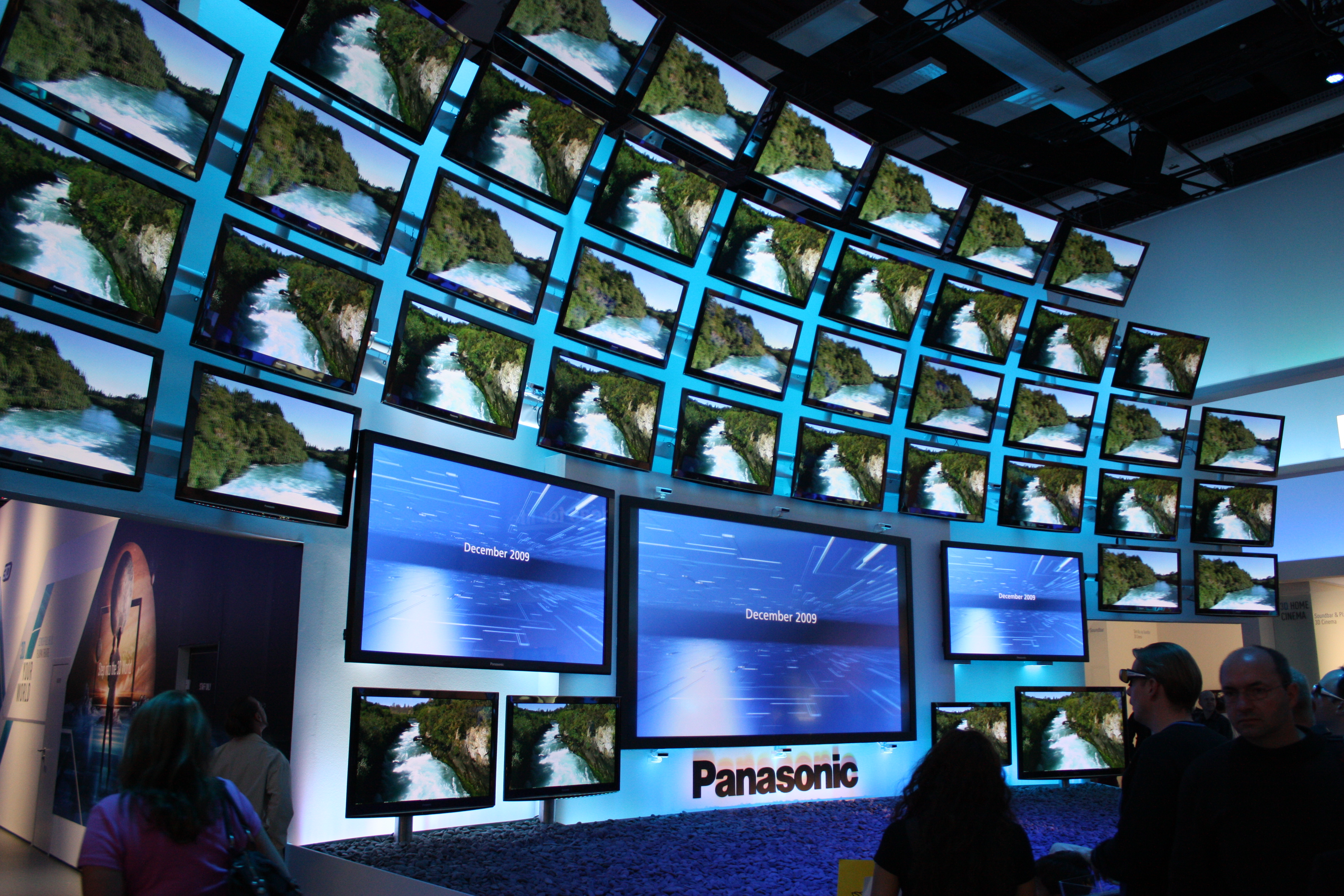
Télévisions Panasonic.
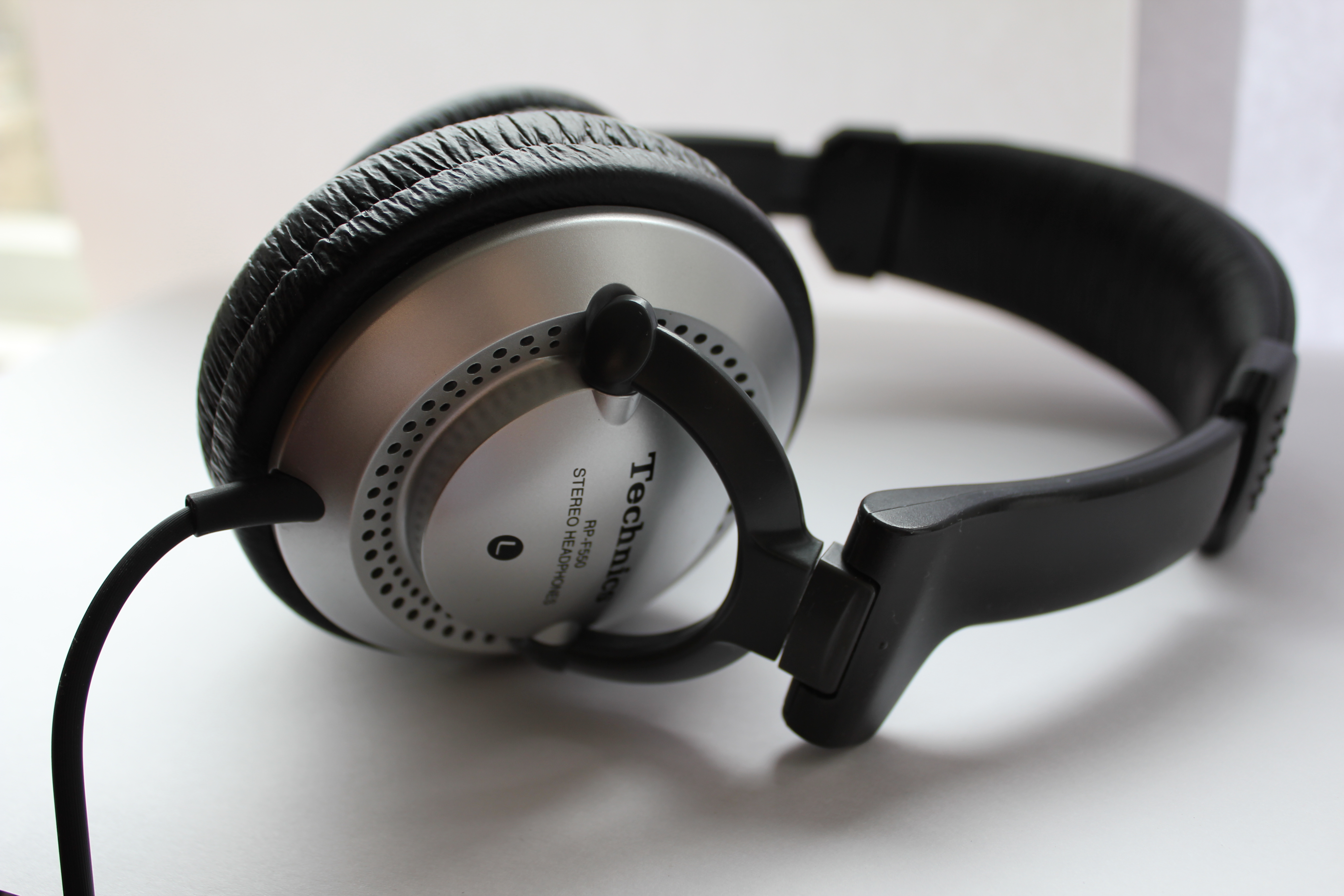
Casque d'écouteTechnics.
Logos.

## Filiales
Les filiales de Panasonic Corporation sont Sanyo, Quasar, Ramsa, Rasonic (en), Technics et Zetes.
National (en) et NAiS sont d'anciennes marques de Panasonic.

## Personnalités liées
- Emma Haruka Iwao, informaticienne japonaise.